# Паверно-Ањела (Верона)
Паверно-Ањела је насеље у Италији у округу Верона, региону Венето.
Према процени из 2011. у насељу је живело 151 становника. Насеље се налази на надморској висини од 203 м.